# La Vieux-Rue
La Vieux-Rue település Franciaországban, Seine-Maritime megyében. Lakosainak száma 576 fő (2022. január 1.). La Vieux-Rue Blainville-Crevon, Morgny-la-Pommeraye, Préaux, Quincampoix és Servaville-Salmonville községekkel határos.

## Népesség
A település népességének változása:
| Lakosok száma | 552  | 570  | 581  | 571  | 572  | 574  | 578  | 580  | 576  |
|               | 2013 | 2015 | 2016 | 2017 | 2018 | 2019 | 2020 | 2021 | 2022 |